# Kediri (stad)
Kediri is een stadsgemeente in Oost-Java, Indonesië. Het ligt circa 128 kilometer ten zuidwesten van Surabaya in een mooi tropisch berglandschap.  De stad is omringd door het regentschap Kediri, maar is administratief gescheiden van het regentschap, waarvan het vroeger de hoofdstad was.

## Geschiedenis
In de periode 850-928 gaat het Mataram-rijk naar het dal van de Brantas in verband met de rivaliteit van het Shriwijaya-rijk. In 1016 valt Mataram uiteen. Daarna weet Airlangga in Oost-Java weer een nieuw rijk op te bouwen, het rijk van Kahuripan, dat hij tegen het einde van zijn leven in 1045 tussen zijn twee zonen verdeelt, een westelijk rijk, Panjalu geheten, met Kediri als hoofdstad en een oostelijk rijk, Janggala, waarvan Kahuripan de hoofdstad werd. Tot 1222 had Kediri, dat ook wel Daha wordt genoemd, de overhand. In 1222 wordt de koning van Kediri verslagen door Ken Arok, de vazalvorst van Singhasari; die wordt dan onder de naam Rajasa koning van het nieuwe rijk van Singhasari. In 1478 wordt Kediri de hoofdstad van Majapahit. 
In maart 2007 werd bekendgemaakt dat in de stad en omgeving 392 nog oudere religieuze vondsten waren gedaan, die mogelijkerwijze duiden op de locatie van het mysterieuze Kediri-koninkrijk.

## Omgeving
Het ligt aan de rivier de Brantas in een vallei aan de voet van de 2552 meter hoge vulkaanberg Wilis. In de omgeving wordt suiker, koffie, tabak en rijst verbouwd. De stad is een belangrijk productiecentrum voor suiker en sigaretten.

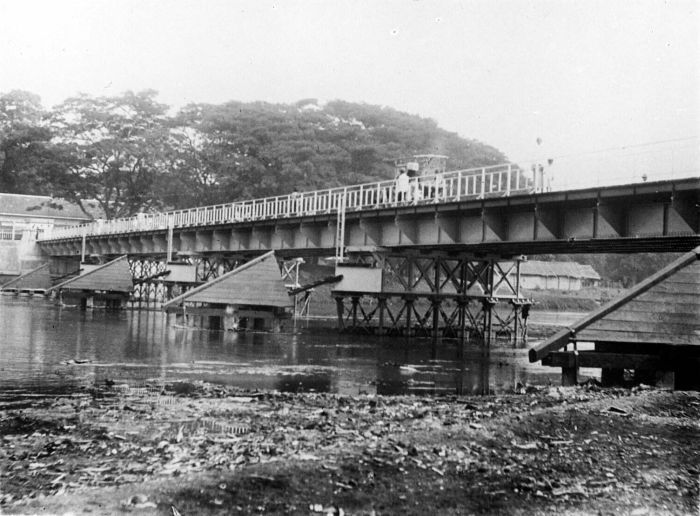
De verhoogde Brantasbrug te Kediri Oost-Java voor 1922

## Onderdistricten
De stadsgemeente bestaat uit drie onderdistricten (zogenaamde kecamatan). In deze onderdistricten liggen 46 plaatsen die een administratieve eenheid zijn.
| Naam        | Opper vlakte in km2 | Inwoners Volks telling 2010 | Inwoners Volks telling 2021 | Aantal plaatsen Kelurahan /desa's | Post code   |
| ----------- | ------------------- | --------------------------- | --------------------------- | --------------------------------- | ----------- |
| Mojoroto    | 24,60               | 108,369                     | 115.018                     | 14                                | 64111-64119 |
| Kota Kediri | 14,90               | 81.803                      | 84.634                      | 17                                | 64121-64129 |
| Pesantren   | 23,90               | 78.335                      | 88.310                      | 15                                | 64131-64139 |
| Totalen     | 63,40               | 268.507                     | 287.962                     | 46                                |             |

## Verbindingen
]

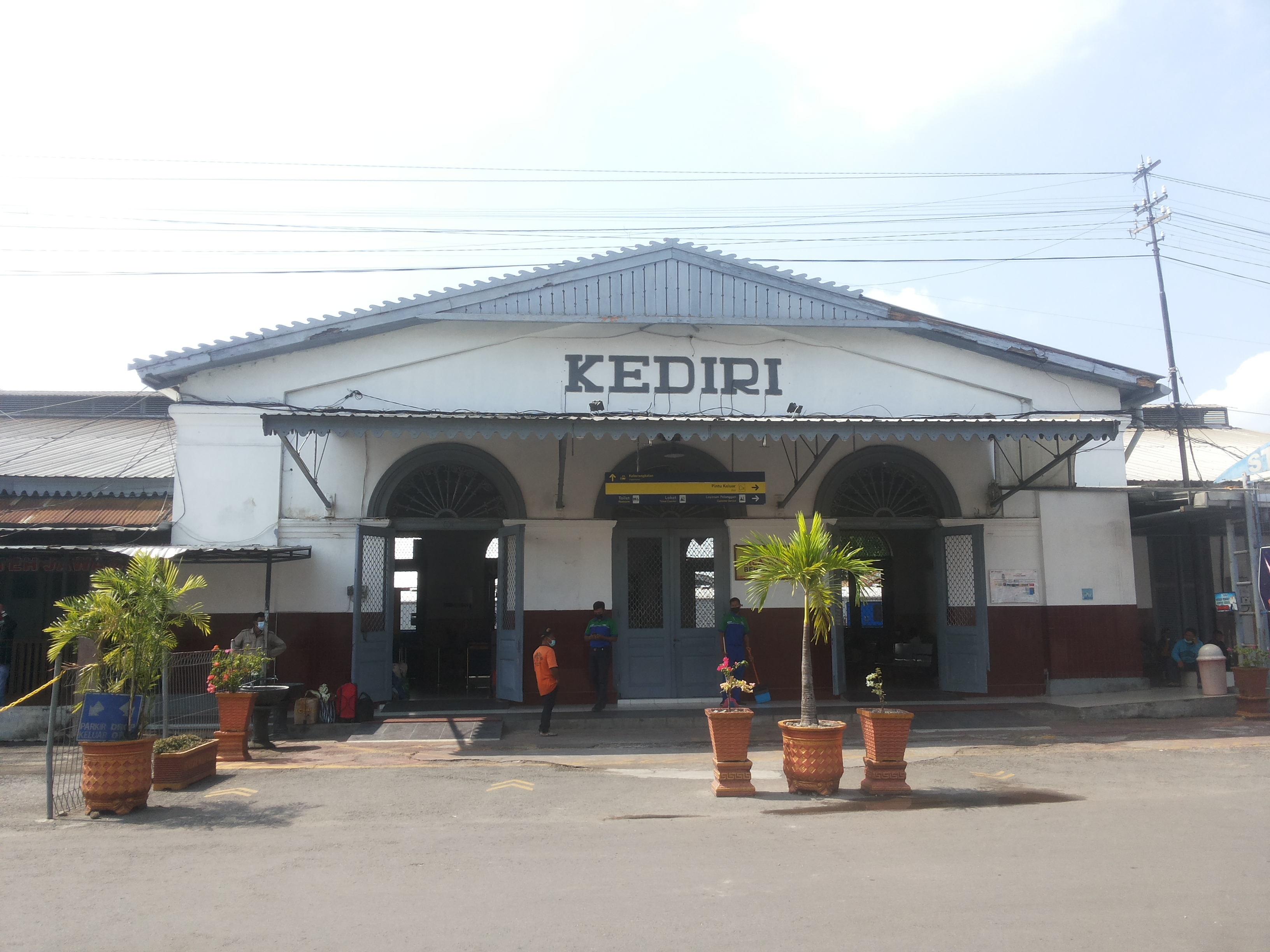
Gevel en ingang van station Kediri, Oost-Java. Dit station ligt in het centrum van Kediri op de route Blitar-Kertosono en bedient verschillende intercity- en lokale treinen. 2021

Station van de Staatsspoorwegen te Kediri [Circa 1930

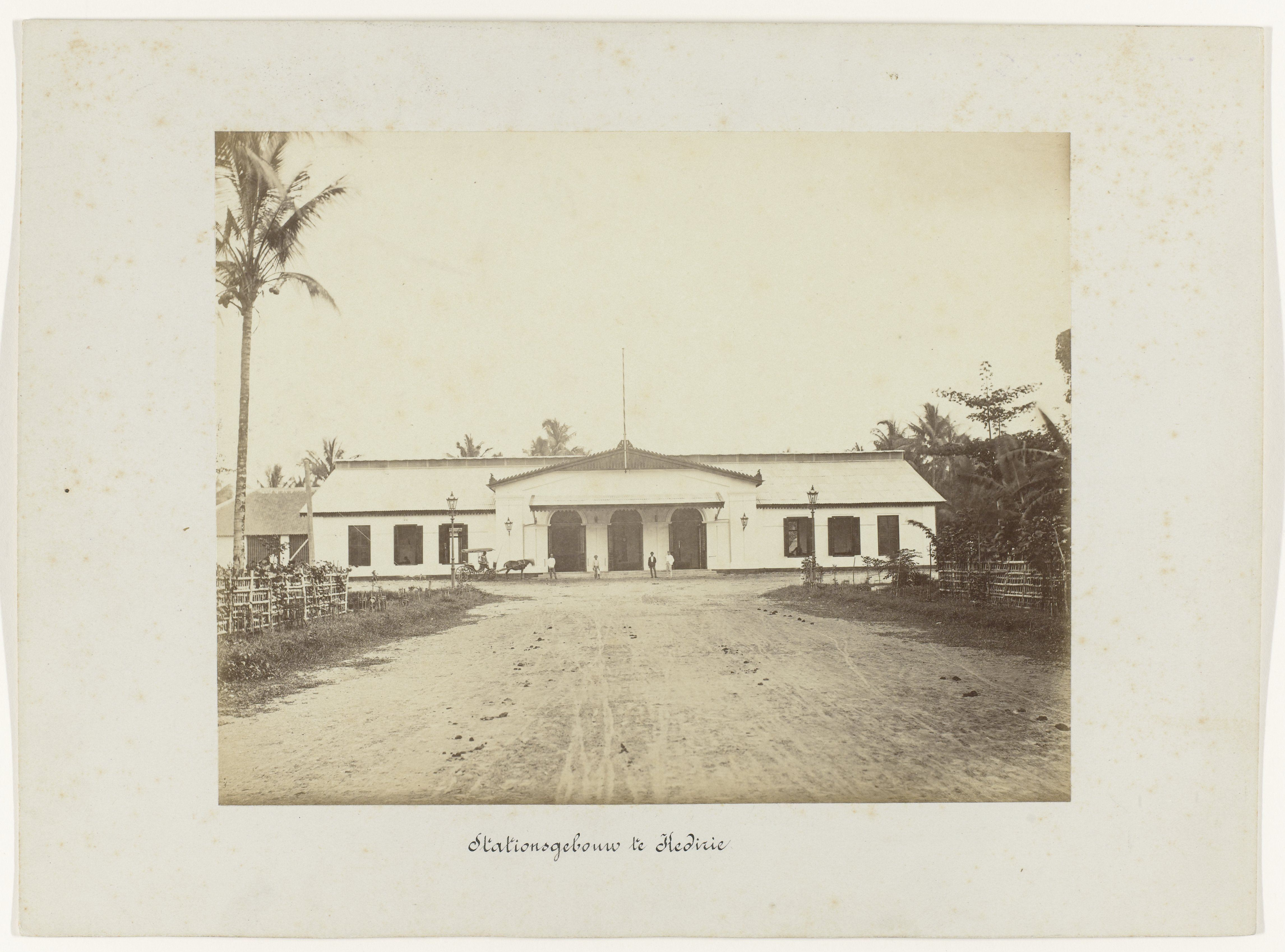
Stationsgebouw te Kedirie [1880 - 1888

Kediri heeft het spoorwegstation station Kediri aan de lijn Surabaya-Tulungagung. Er is verder een groot busstation.

## Sport
- Brawijayastadion

## Burgemeester/Walikota
In 1906 kreeg Kediri een gemeenteraad voorgezeten door een assistent-resident; vanaf 1929 kreeg ze als stadsgemeente een eigen burgemeester.
Nederlands-Indische tijd
- Mr. L.K. Wennekendonk (1929-1936)
- J.G. Ruesink (1936-1940)
- M. Scheltema (1940-1941)
- Dr. J.R. Lette (1941-1942)

Indonesische periode:
- R. Soeprapto (1945-1950)
- R. Dwidjo Soemarto (1950-1960)
- R. Soedjono (1960-1966)
- Hartojo (1966-1968)
- Anwar Zainuddin (1968-1973)
- Drs. Soedarmanto (1973-1978)
- Drs. Setijono (1978-1989)
- Drs. Wijoto (1989-1999)
- H.A. Maschut (1999-2009)
- Dr. H. Samsul Ashar Sp.PD (2009-2014)
- Abdullah Abu Bakar, S.E. (2014-heden)

## Geboren in Kediri
- Daniel Pieter (Ross) van Lennep (1888-1949), scheikundig ingenier en o.a. directeur van de Staatsmijnen in Limburg. Samen met Frederik van Iterson rondlegger van de chemische industrie in Limburg.
- Thilly Weissenborn (1889-1964), fotografe
- Johannes Bernardus Herman Willemsz Geeroms (1902-1944), kapitein Indisch leger en Bronzen Leeuw
- Gerard Bakker Schut (1905 - 1990), ingenieur en Rallye rijder. In 1938 winnaar Rallye Monte Carlo.
- Paul Louis van Eeden (1907-1996), kunstschilder

Stadsgemeenten: Batu · Blitar · Kediri · Madiun · Malang · Mojokerto · Probolinggo · Pasuruan · Surabaya

Regentschappen: Banyuwangi · Bangkalan · Blitar · Bojonegoro · Bondowoso · Gresik · Jember · Jombang · Kediri · Lamongan · Lumajang · Madiun · Magetan · Malang · Mojokerto · Nganjuk · Ngawi · Pacitan · Pamekasan · Pasuruan · Ponorogo · Probolinggo · Sampang · Sidoarjo · Situbondo · Sumenep · Trenggalek · Tuban · Tulungagung
- Gemeinsame Normdatei: 4383287-8
- Library of Congress Control Number: n83055096
- MusicBrainz: 30f770a8-43b1-4d8d-9de3-15aabb797287
- Nationale Bibliotheek van Israël: 987007553076305171
- Virtual International Authority File: 131386022